# هيو جاكسون مورغان
هيو جاكسون مورغان (بالإنجليزية: Hugh Jackson Morgan)‏ هو طبيب أمريكي، ولد في 1893 في ناشفيل في الولايات المتحدة، وتوفي بنفس المكان في 1961.